# The Dictators
The Dictators — американская рок-группа, образовавшаяся в 1973 году в Нью-Йорке, считающаяся одной из самых влиятельных прото-панк-групп первой половины 1970-х годов и представленная в панк-крыле Зала Славы рок-н-ролла в Кливленде, штат Огайо. Считается, что The Dictators стали важным звеном, соединившим наследие MC5, Stooges, NY Dolls с панк-культурой середины 1970-х годов.

## История группы
В первый состав The Dictators вошли поющий бас-гитарист Энди Шернофф (некоторое время издававший фэнзин Teenage Wasteland Gazette), гитарист Росс Фридман (известный также как Ross The Boss), ритм-гитарист Скотт Кемпнер (англ. Scott 'Top Ten' Kempner) и барабанщик Стю Бой Кинг (англ. Stu Boy King). «Секретным оружием» группы считался роуди, нередко выходивший на сцену в качестве музыканта, — «Красавчик» Дик Манитоба (англ. Handsome Dick Manitoba, настоящее имя — Ричард Блюм). Вторым «идеологом» коллектива (нарядку с Шерноффом) считался долгие годы поддерживавший группу рок-критик Ричард Мельцер.
Этот состав  с продюсерами Сэнди Пёрлманом и Мюрреем Крюгманом записал в 1975 году дебютный альбом The Dictators Go Girl Crazy!, выпущенный Epic Records. Альбом не имел коммерческого успеха, но впоследствии был признан одним из наиболее значимых релизов раннего американского панк-рока.
На несколько месяцев группа распалась, но собралась вновь в начале 1976 года: басист Марк Мендоза (англ. Mark 'The Animal' Mendoza) заменил Шерноффа, который через несколько месяцев согласился вернуться в группу клавишником. Состав, к этому времени получивший ещё и скандальную известность — после широко освещенной прессой стычкой между Манитобой и Уэйном (Джейн) Каунти — подписал контракт с Asylum Records и выпустил второй альбом Manifest Destiny (1977), записанный тем же продюсерским дуэтом Перлман-Кругман.
В 1978 году Мендоза ушел из группы (вскоре став участником Twisted Sister), а Шернофф вернулся к привычной функции бас-гитариста. Манитоба, Шернофф, Фридман, Кемпнер и Рич Титер записали альбом Bloodbrothers: здесь впервые вокалистом во всех песнях предстал Манитоба (позже многие отметили, что перед началом первого трека счёт — «1-2-1-2-3-4» — ведет не кто иной, как Брюс Спрингстин, по сей день остающийся большим почитателем творчества The Dictators).
Вскоре в группу пришел ударник Twisted Sister Мел Андерсон, заменивший Титера; с ним The Dictators записали альбом Baby, Let’s Twist и вскоре распались. Манитоба некоторое время работал шофёром, Шернофф стал продюсером, Фридман — сначала сотрудничал с французской группой Shakin' Street, затем в 1982 году стал одним из основателей Manowar; он же спродюсировал первую демопленку для Anthrax. При этом, как говорил Шернофф, «Dictators не распадались… Да, были перерывы в несколько лет между некоторыми концертами… Но в глубине души мы не забывали, что мы — Dictators. От этого мы не смогли бы уйти, даже если бы очень постарались».
В 1986 году Шернофф и Манитоба с гитаристом Дэниэлем Реем образовали Wild Kingdom. К моменту выхода дебютного альбома группы …And You? Рей ушёл из группы и его место занял Фридман. Таким образом, фактически альбом стал четвертым для Dictators (состав дополнил новый барабанщик Джей Пи Паттерсон, англ. J.P. Patterson). …And You? получил высокие оценки критиков, журнал Rolling Stone назвал его «первым действительно великим панк-альбомом 1990-х». Затем в состав вошёл Кемпнер, большую часть 1980-х годов проведший в Del Lords, и группа, прежде известная как Manitoba’s Wild Kingdom, вернула себе название The Dictators.
Параллельно Шернофф записывался и гастролировал с The Fleshtones, сотрудничал с Джеем Рамоном. Манитоба в 1999 году открыл бар в Ист-виллидж под названием Manitoba’s. Кемпнер завоевал авторитет среди поклонников рутс-рока благодаря работам с The Del-Lords. В 1992 году он выпустил сольный альбом Tenement Angels, также получивший хорошую прессу, а год спустя вошел в состав The Brandos. Фридман после Manowar играл также в Brain Surgeons.
В конце 1999 году The Dictators — с ударником Паттерсоном, сменившим Фрэнка Фьюнаро, — приступили к записи следующего альбома, который вышел под названием D.F.F.D. (2001) и получил хорошие рецензии. Критики отметили, что такие песни, как «Who Will Save Rock 'n' Roll» и «I Am Right», могут считаться классикой репертуара группы.
В настоящее время Манитоба поёт в составе MC5 и работает ведущим на канале Underground Garage, принадлежащем Литтл Стивену. The Dictators продолжают давать концерты, в 2005 году вышел их «живой» альбом VIVA Dictators (с Кемпнером на ритм-гитаре). В 2007 на Norton Records был издан сборник редкого материала группы Every Day Is Saturday.
В ноябре 2007 года Манитоба вместе с журналисткой Эми Уоллес (Amy Wallace) выпустил The Official Punk Rock Book of Lists в издательстве BackBeat Books. В июле 2008 года вышел второй сольный альбом Кемпнера  Saving Grace.

## Дискография

### Альбомы

#### The Dictators
- The Dictators Go Girl Crazy! (1975)
- Manifest Destiny (1977)
- Bloodbrothers (1978)
- Fuck 'Em If They Can’t Take a Joke (ROIR, 1981)
- The Dictators Live, New York, New York (ROIR, 1998)
- D.F.F.D. (2001)
- Viva Dictators (2005)
- Every Day Is Saturday (2007)

### Manitoba’s Wild Kingdom
- Mondo New York (саундтрек) (1988)
- …And You? (1990)